# QRP
Nel linguaggio del Codice Q di uso radiotelegrafico, il codice QRP indica "Diminuite (o diminuisco) la potenza di trasmissione": se seguito dal punto interrogativo (QRP?) assume il significato: "Devo diminuire la potenza di emissione?"
In ambito radioamatoriale, l'espressione indica una modalità di trasmissione a bassa potenza cercando di aumentare sempre più la distanza del collegamento. La potenza massima utilizzabile, per essere considerata attività in QRP è 5 W, ma gli appassionati tentano talvolta collegamenti a lunga distanza con l'utilizzo di 1 W o anche meno, soprattutto se la propagazione è favorevole.
Il massimo club mondiale che raggruppa e organizza l'attività degli OM appassionati di QRP è il G-QRP CLUB. All'interno di Radiorivista, periodico dell'Associazione Radioamatori Italiani è nata una rubrica dedicata alle trasmissioni in bassa potenza.

All'interno del band plan sono state riservate delle frequenze apposite per lo svolgimento di questa attività.

## QRP e radiantismo
La pratica nasce sia dal bisogno di alcuni radioamatori di ritornare all'origine della storia della sperimentazione radio, autocostruendo i loro apparati e talvolta anche come reazione alle abitudini frequenti di parecchi radioamatori di trasmettere con l'uso di potenze elevate, talvolta superiori ai 500 W concessi dall'autorizzazione generale.
I radioamatori che si avvicinano al QRP sono convinti che non sia necessario usare potenze elevate. Si garantisce, così, un rispetto per l'ambiente, evitando gli sprechi di un uso eccessivo di potenza e il rischio di interferenze alle televisioni dei vicini.
Numerose sono le attività che incentivano la pratica radiantistica in corrispondenza di cime montane o, comunque, di zone naturali. Data la necessità di raggiungere tali località a piedi e con lo zaino in spalla, l'uso di trasmettitori, di antenne e di batterie di piccole dimensioni è fondamentale.